# 宮崎県道226号土々呂日向線
宮崎県道226号土々呂日向線（みやざきけんどう226ごう ととろひゅうがせん）は、宮崎県延岡市から日向市に至る一般県道である。

## 概要

### 路線データ
- 起点：延岡市土々呂町（土々呂町5丁目交差点、宮崎県道49号北方土々呂線交点）
- 終点：日向市大字平岩（お倉ヶ浜海水浴場入口交差点、国道10号交点）

## 歴史
- 1995年（平成7年）3月31日 - 宮崎県告示第431号[1]により路線認定される。
- 2001年（平成13年）1月18日 - 現在の塩見橋が完成[2]。
- 2008年（平成20年）8月29日 - 平岩工区[3][4]が開通。赤岩踏切を廃止。
- 2014年（平成26年）3月14日 - 当路線と国道10号、宮崎県道15号日知屋財光寺線とを結ぶ、国道327号日向バイパスが開通[5]。

## 路線状況

### 重複区間
- 国道10号（東臼杵郡門川町南町・南町南交差点 - 日向市亀崎西1丁目・不動寺交差点）

## 地理

### 通過する自治体
- 延岡市
- 東臼杵郡門川町
- 日向市

### 交差する道路
| 交差する道路                            | 市町村名 | 市町村名 | 交差する場所 | 交差する場所                      |
| --------------------------------------- | -------- | -------- | ------------ | --------------------------------- |
| 宮崎県道49号北方土々呂線                | 延岡市   | 延岡市   | 土々呂町     | 土々呂町5丁目交差点 / 起点        |
| E10 延岡南道路                          | 東臼杵郡 | 門川町   | 須賀崎3丁目  | 24 門川IC                         |
| 宮崎県道229号門川停車場線               | 東臼杵郡 | 門川町   | 東栄町3丁目  | 栄町交差点                        |
| 国道388号                               | 東臼杵郡 | 門川町   | 上町6丁目    |                                   |
| 国道10号 重複区間起点                   | 東臼杵郡 | 門川町   | 南町4丁目    | 南町南交差点                      |
| 宮崎県道15号日知屋財光寺線              | 日向市   | 日向市   | 大字日知屋   | 仙ヶ崎交差点                      |
| 国道10号 重複区間終点                   | 日向市   | 日向市   | 亀崎西1丁目  | 不動寺交差点                      |
| 国道327号 国道446号 重複 国道503号 重複 | 日向市   | 日向市   | 南町         | 富高交差点                        |
| 国道327号 / 日向バイパス                | 日向市   | 日向市   | 大字財光寺   | 財光寺南交差点                    |
| 国道10号                                | 日向市   | 日向市   | 大字平岩     | お倉ヶ浜海水浴場入口交差点 / 終点 |

### 交差する鉄道
- 日豊本線

### 沿線
- JR九州日豊本線
  - 土々呂駅 - 門川駅 - 日向市駅 - 財光寺駅
- 門川町立門川中学校
- 門川町役場
- 日向市役所
- 宮崎県立日向工業高等学校